# James Blish
James Benjamin Blish (East Orange, Nova Jersey, 23 de maio de 1921 – Henley-on-Thames, 30 de julho de 1975) foi um autor americano de fantasia e ficção científica. Blish também escreveu crítica de ficção científica sob o pseudônimo de William Atheling Jr.

## Biografia
No final dos anos 1930 e começo dos anos 1940, Blish foi membro dos Futurianos.
Blish começou sua carreira como biólogo formado na Rutgers e na Columbia University, e passou o período de 1942 a 1944 como técnico médico no Exército dos Estados Unidos. Após a guerra, ele se torna editor científico para a indústria farmacêutica Pfizer. Seu primeiro conto publicado aparece em 1940, e sua carreira como escritor progrediu até o ponto em que ele abriu mão do seu trabalho para seguir como escritor profissional.
Acredita-se que ele foi o criador do termo "gigante gasoso", no conto "Solar Plexus" que aparece na antologia Beyond Human Ken, editada por Judith Merril. (O conto fora originalmente publicado em 1941, mas a versão anterior não continha o termo; Blish aparentemente o adicionou numa re-escritura feita para a antologia, que foi publicada em1952.)
Blish foi casado com a agente literária Virginia Kidd de 1947 a 1963.
Entre 1967 e sua morte em 1975, Blish tornou-se o primeiro autor a escrever coleções de contos baseados na série televisiva clássica 'Star Trek. Ao todo, Blish escreveu 11 volumes de contos adaptados de episódios da série dos anos 1960, e também um romance original, Spock deve morrer! em 1970 — o primeiro romance para adultos baseado na série (desde então muitos têm sido publicados). Ele morreu durante a escrita de Star Trek 12; sua mulher, J. A. Lawrence, completou o livro.
Blish viveu em Milford, na Pensilvânia, em Arrowhead até o meio da década de 1960. Em 1968, Blish emigrou para a Inglaterra, e viveu em Oxford até falecer por câncer de pulmão em 1975. Foi enterrado no Holywell Cemetery, Oxford, próximo ao túmulo de Kenneth Grahame.

### Ficção curta e novelas (1935–1986)
Romances publicados na forma completa, ou serializados, em revistas de ficção são incluídos para integridade e para evitar confusão.
β Novelette, ε Novella, γ Novel.

#### The Planeteer(1935–36)
- "Neptunian Refuge" (novembro de 1935)
- "Mad Vision" (dezembro de 1935)
- "Pursuit into Nowhere" (janeiro de 1936)
- "Threat from Copernicus" (fevereiro de 1936)
- "Trail of the Comet"" (março de 1936)
- "Bat-Shadow Shroud" (abril de 1936)

#### Super Science Stories(1940)
- "Emergency Refueling" (março de 1940)
- "Bequest of the Angel" (maio de 1940)
- "Sunken Universe" (maio de 1942), reescrito como "Surface Tension" (1952)

#### Stirring Science Stories(1941)
- "Citadel of Thought" (fevereiro de 1941)
- "Callistan Cabal" (abril de 1941)

#### Science Fiction Quarterly(1941)
- "Weapon Out of Time" (abril de 1941)
- "When Anteros Came" (dezembro de 1941)

#### Cosmic Stories(1941)
- "Phoenix Planet" β (maio de 1941)
- "The Real Thrill" (julho de 1941)

#### Futuro(1941–1953)
- "The Topaz Gate" β (agosto de 1941)
- "The Solar Comedy" (junho de 1942)
- "The Air Whale" (agosto de 1942)
- "Struggle in the Womb" (maio de 1950)
- "The Secret People" β (novembro de 1950)
- "Elixir" (setembro de 1951)
- "Testament of Andros" β (janeiro de 1953)

#### Astonishing Stories(1941)
- "Solar Plexus" (setembro de 1941)

#### Super Science and Fantastic Stories(1944)
- "The Bounding Crown" β (dezembro de 1944)

#### Science * Fiction(1946)
- "Knell", de Arthur Lloyd Merlyn (janeiro de 1946)

#### Astounding Science Fiction(1946–1957)
- "Chaos, Co-Ordinated" β, de John MacDougal, com Robert AW Lowndes (outubro de 1946)
- "Tiger Ride" com Damon Knight (outubro de 1948)
- "Okie" β (abril de 1950)
- "Bindlestiff" β (dezembro de 1950)
- "Bridge" β (fevereiro de 1952)
- "Earthman, Come Home" β (novembro de 1953)
- "At Death's End" β (maio de 1954)
- "One-Shot" (agosto de 1955)
- "Tomb Tapper" β (julho de 1956)
- Get Out of My Sky ε (janeiro de 1957), incluído em Get Out of My Sky Panther ed. (1980)

#### Histórias surpreendentes(1948)
- "Mistake Inside" (abril de 1948)

#### Planet Stories(1948–1951)
- "Against the Stone Beasts" β (agosto de 1948)
- "Blackout in Cygni" (julho de 1951)

#### Thrilling Wonder Stories(1948–1950)
- "No Winter, No Summer", de Donald Laverty, com Damon Knight (outubro de 1948)
- "The Weakness of RVOG" β (fevereiro de 1949),  expandido como VOR (1958)
- "The Box" (abril de 1949)
- "The Homesteader" (junho de 1949)
- Let the Finder Beware ε (dezembro de 1949)
- "Não Haverá Escuridão" β (abril de 1950),  incluído em Get Out of My Sky Panther ed. (1980)

#### Jungle Stories(1948)
- "Fetiche da Serpente" (dezembro de 1948)

#### Fantastic Story Quarterly(1950)
- "The Bore" (julho de 1950)

#### Imagination(1951)
- "The Void Is My Coffin" (junho de 1951)

#### Two Complete Science-Adventure Books(1951)
- The Warriors of Day γ (agosto de 1951)
- Sargasso de cidades perdidas ε (abril de 1953)

#### Other Worlds Science Stores(1952)
- "Nightride and Sunrise" β com Jerome Bixby (junho de 1952)

#### Galaxy Science Fiction(1952–1970)
- "Surface Tension" β (agosto de 1952),  coletado em The Seedling Stars (1957)
- "Beep" β (fevereiro de 1954),  expandido como The Quincunx of Time (1973)
- "The Writing of the Rat" (julho de 1956)
- "The Genius Heap" (agosto de 1956)
- "On the Wall of the Lodge" β com Virginia Kidd (junho de 1962)
- "The Shipwrecked Hotel" β com Norman L. Knight, (agosto de 1965),  expandido como A Torrent of Faces (1967)
- "The Piper of Dis" β com Norman L. Knight, (agosto de 1966),  expandido como A Torrent of Faces (1967)
- "Our Binary Brothers" (fevereiro de 1969)
- "The City That Was the World" β (julho de 1969)
- "A Style in Treason" β (maio de 1970)
- The Day After Judgment γ (setembro de 1970), coletado em The Devil's Day (1990)
- "Darkside Crossing" β (dezembro de 1970)
- "The Glitch" (junho de 1974)
- "The Art of the Sneeze" (novembro de 1982)

#### Dynamic Science Fiction(1953)
- "Turn of a Century" (março de 1953)
- The Duplicated Man γ com Robert AW Lowndes (agosto de 1953)

#### Worlds of If(1953-1968)
- A Case of Conscience ε (setembro de 1953),  expandido como A Case of Conscience (1958)
- "The Thing in the Attic" β (julho de 1954),  coletado em The Seedling Stars (1957)
- "Watershed" (maio de 1955),  coletado em The Seedling Stars (1957)
- "To Pay the Piper" (fevereiro de 1956)
- Welcome to Mars γ (julho de 1966)
- Black Easter γ (agosto de 1967), coletado no The Devil's Day (1990)
- "Now That Man Is Gone" (novembro de 1968)

#### Star Science Fiction Stories(1953)

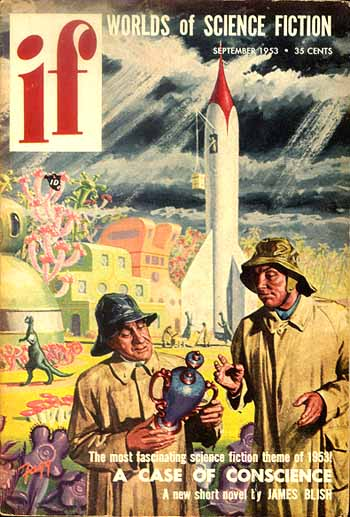
Primeira publicação de A Case of Conscience, setembro de 1953.

- "FYI" (dezembro de 1953)

#### The Magazine of Science Fiction and Fantasy(1953-1980)
- "First Strike" (junho de 1953)
- "The Book of Your Life" (março de 1955)
- "With Malice to Come (3 vinhetas)" (maio de 1955)
- "A Time to Survive" β (fevereiro de 1956),  coletado em The Seedling Stars Signet ed. (1959)
- "This Earth of Hours" β (junho de 1959)
- "The Masks" (novembro de 1959)
- "The Oath" (outubro de 1960)
- "Who's in Charge Here?" (Maio de 1962)
- "No Jokes on Mars" (outubro de 1965)
- Midsummer Century ε (novembro de 1982)

#### Universo Fantástico(1955)
- "Translation" (março de 1955)

#### Infinity Science Fiction(1955–1957)
- "King of the Hill" (novembro de 1955)
- "Sponge Dive" (junho de 1956)
- "Detour to the Stars" (dezembro de 1956)
- "Nor Iron Bars" β (novembro de 1957), expandido como Galactic Cluster (1959)

#### Science Fiction Storyes(1956)
- "A Work of Art" (julho de 1956)

#### Science Fiction Adventures(1957)
- Two Worlds in Peril ε (fevereiro de 1957)

#### Amazing Stories(1960-61)
- … And All the Stars a Stage γ (junho de 1960)
- "And Some Were Savages" (novembro de 1960)
- "A Dusk of Idols" β (março de 1961)

#### Impulse(1966)
- "A Hero's Life" β (março de 1966)

#### Analógico(1967–68)
- "To Love Another" (abril de 1967), expandido como A Torrent of Faces (1967)
- "Skysign" β com Norman L. Knight, (maio de 1968)

#### Penthouse(1972)
- "A Light to Fight by" (junho de 1972)

#### Fantasy Book(1986)
- "The White Empire" (setembro de 1986)

### Ficção curta antologizada (1952–2008)
- Beanstalk, ε Future Tense (1952), ed. Kendell Foster Crossen. Greenberger. expandido em Titan's Daughter (1961).
- "Common Time", Shadows of Tomorrow (agosto de 1953), ed. Frederik Pohl. Permabooks # P236.
- "A Matter of Energy", The Best from Fantasy and Science Fiction, Fifth Series (janeiro de 1956), ed. Anthony Boucher. Doubleday.
- "Nor Iron Bars" β (expandido), Galactic Cluster (outubro de 1959), ed. James Blish. Signet # S1719.
- "The Abattoir Effect", So Close to Home (27 de fevereiro de 1961), ed. James Blish. Ballantine Books # 465K.
- "None So Blind", Anywhen (julho de 1970), ed. James Blish. Doubleday.
- "How Beautiful With Banners", Orbit 1 (1966), ed. Damon Knight. Whiting & Wheaton.
- "We All Die Naked", Three for Tomorrow (agosto de 1969), ed. não creditado. Meredith Press.
- "More Light", Alchemy and Academe (novembro de 1970), ed. Anne McCaffrey. Doubleday.
- "Statistician's Day", Science Against Man (dezembro de 1970), ed. Anthony Cheetham. Avon # V2374.
- "Getting Along", β Again, Dangerous Visions (17 de março de 1972), ed. Harlan Ellison. Doubleday.
- "A True Bill: A Chancel Drama in One Act", β Ten Tomorrows (setembro de 1973), ed. Roger Elwood. Medalha de ouro Fawcett # M2820.
- "The Price of a Drink", The Beserkers (janeiro de 1974), ed. Roger Eldwood. Trident ISBN 0-671-27113-X.
- "Making Waves", Works of Art (30 de janeiro de 2008). NESFA Press ISBN 978-1-886778-70-2.

### Romances (1952–1990)
- Jack of Eagles (1952). Greenberg., Também publicado como ESPer (1952). Avon.
- The Frozen Year (19 de março de 1957). Ballantine Books # 197, também publicado como Fallen Star (1957). Faber & Faber.
- VOR (abril de 1958). Avon # T-238.
- The Duplicated Man (1959). Avalon Books.
- A Torrent of Faces (1967), com Norman L. Knight. Doubleday.
- The Warriors of Day (1967). Lancer Books # 73-580.
- The Star Dwellers (1961). Filhos de GP Putnam.
- Titan's Daughter (março de 1961). Medalhão Berkley # G507.
- The Night Shapes (outubro de 1962). Ballantine Books # F647.
- Mission to the Heart Stars (11 de novembro de 1965). Faber & Faber.
- Welcome to Mars (julho de 1966). Filhos de GP Putnam.
- The Vanished Jet (1968). Weybright e Talley.
- … And All the Stars a Stage (julho de 1971). Doubleday.
- Midsummer Century (maio de 1972). Doubleday, incluído em Midsummer Century Daw ed. (1974).
- The Quincunx of Time (outubro de 1973). Dell # 07244.

#### SérieCities in Flight(1955–1962)
- Earthman, Come Home (1955). Filhos de GP Putnam.
- They Shall Have Stars (1956). Faber & Faber, também publicado como Ano 2018! (1957). Avon Books.
- The Triumph of Time (outubro de 1958). Avon # T-279, também publicado como A Clash of Cymbals (1959). Faber & Faber.
- A Life for the Stars (1962). Filhos de GP Putnam.

#### SérieAfter Tal Knowledge(1958–1990)
- A Case of Conscience (abril de 1958). Ballantine Books # 256.
- Doutor Mirabilis (1964). Faber & Faber # 55198.
- The Devil's Day (fevereiro de 1990). Baen ISBN 0-671-69860-5.

### Coleções (1957–2009)
- The Seedling Stars (1957). Gnome Press.
- The Seedling Stars (fevereiro de 1959). Signet # S1622.
- Best Science Fiction Stories of James Blish (1965). Faber & Faber.
- Midsummer Century (fevereiro de 1974). Daw # UQ1094.
- The Best of James Blish (agosto de 1979). Ballantine / Del Ray ISBN 0-345-25600-X, também publicado como The Testament of Andros (agosto de 1977). Arrow Books ISBN 0-09-914840-4.
- Get Out of My Sky (abril de 1980). Panther ISBN 0-586-04817-0.
- Uma Obra de Arte e Outras Histórias (julho de 1993). Severn House ISBN 0-7278-4464-4.
- With All Love: Selected Poems (março de 1995). Anamnesis Press ISBN 0-9631203-1-X.
- A Dusk of Idols and Other Stories (maio de 1996). Severn House ISBN 0-7278-4967-0.
- In This World, or Another (2 de julho de 2003). Five Star ISBN 0-7862-5349-5.
- Works of Art (30 de janeiro de 2008). NESFA Press ISBN 978-1-886778-70-2.
- Flights of Eagles (20 de outubro de 2009). NESFA Press ISBN 978-1-886778-86-3.

### Antologias (1959–1970)
- Galactic Cluster (outubro de 1959). Signet # S1719.
- So Close to Home (27 de fevereiro de 1961). Ballantine Books # 465K.
- New Dreams This Morning (outubro de 1966). Ballantine Books # U233.
- Anywhen (1970). Doubleday.
- Nebula Award Stories 5 (1970). Gollancz.

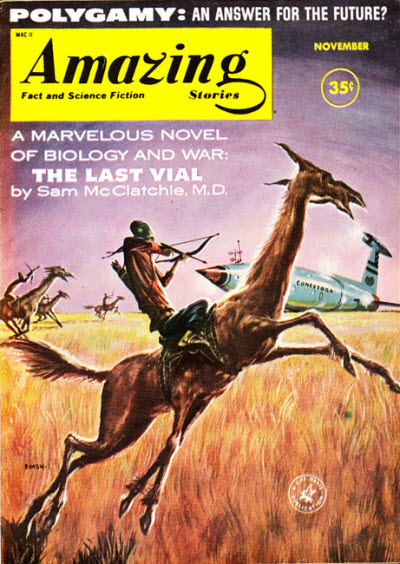
A noveleta de Blish "And Some Were Savages" foi a história de capa da edição de novembro de 1960 de Amazing Stories, ilustrada por Ed Emshwiller.

### Não ficção (1964–1987)
- The Issue at Hand (1964), de William Atheling Jr. Advent Publishers.
- More Issues at Hand (dezembro de 1970), de William Atheling Jr. Advent Publishers ISBN 0-911682-10-4.
- The Tale That Wags the God (julho de 1987). Advent Publishers ISBN 0-911682-29-5.

### Star Trek(1967–1977)
- Star Trek (janeiro de 1967). Bantam Books # F3459.
- Star Trek 2 (fevereiro de 1968). Bantam Books # F3439.
- Star Trek 3 (abril de 1969). Bantam Books # F4371.
- Spock deve morrer! (Fevereiro de 1970). Bantam Books # H5515.
- Star Trek 4 (julho de 1971). Bantam Books # S7009.
- Star Trek 5 (fevereiro de 1972). Bantam Books # S7300.
- Star Trek 6 (abril de 1972). Bantam Books # S7364.
- Star Trek 7 (julho de 1972). Bantam Books # S7480.
- Star Trek 8 (novembro de 1972). Bantam Books # SP7550.
- Star Trek 9 (agosto de 1973). Bantam Books # SP7808.
- Star Trek 10 (fevereiro de 1974). Bantam Books # SP8401.
- Star Trek 11 (abril de 1975). Bantam Books # Q8717, também publicado como The Day of the Dove (outubro de 1985). Spectra ISBN 0-553-25169-4.
- Star Trek 12 (novembro de 1977), com JA Lawrence. Bantam Books ISBN 0-553-11382-8.

### Omnibuses (1970–2013)
- Cities in Flight (fevereiro de 1970). Avon # W187.
- After Such Knowledge (julho de 1991). Legenda ISBN 0-09-983100-7 ).
- The Seedling Stars / Galactic Cluster (abril de 1983). Signet ISBN 0-451-12148-1.
- Black Easter / The Day After Judgment / The Seedling Stars (26 de setembro de 2013) ISBN 978-0-575-12930-6.